# Камілла Грей
Камілла Грей (англ. Camilla Gray; 17 травня 1936, Лондон — 17 грудня 1971, Сухумі) — британський мистецтвознавець, історик мистецтва; дослідниця російського авангарду. Автор однієї з перших на Заході книг про російський авангард «The Great Experiment: Russian Art 1863—1922» (1962), яка повернула напівзабутий російський авангард в англомовний і світовий мистецтвознавчий обіг. Друга дружина художника та поета Олега Прокоф'єва.

## Біографія
Камілла Грей народилася 17 травня 1936 року у Лондоні у сім'ї мистецтвознавця, фахівця зі східного мистецтва Безіла Грея та медієвістки Ніколет Грей. У Камілли було два брати та дві сестри. Сім'я жила у будинку при Британському музеї, співробітником якого, а згодом охоронцем відділу Сходу був батько Камілли. У коло спілкування сім'ї входило багато художників, а у власності батьків виявилася велика колекція, головним чином сучасного мистецтва, залишена їм у спадок подругою матері Гелен Сазерленд.
Камілла отримала традиційне католицьке виховання та мріяла стати балериною. Побачивши виставку Сергія Дягілєва, організовану відомим істориком балету Річардом Баклом, на початку 1955 року вісімнадцятирічна Камілла вирушила до Москви з метою вступу до хореографічного училища при Великому театрі. Вона була серед дуже небагатьох іноземців, які наважувалися на той час приїжджати до СРСР. Балетна кар'єра не задалася, Грей повернулася до Англії, але захопилася сучасною російською культурою та мистецтвом. У 1958—1959 роках з'явилися її перші публікації про Казимира Малевича й Ель Лисицького.
За спогадами радянського художника-нонконформіста Євгена Ізмайлова, у Камілли Грей було якесь грецьке коріння, і кожному новому знайомому у СРСР вона повідомляла: «Я не англічонка, я гречонка». Ізмайлов писав про Грей, що «… російського гумору вона не розуміла, тому на кепкування російських друзів про те, що на Британських островах скоро виникне Британська Соціалістична Республіка, емоційно та дещо пафосно відповідала: „Ні, цього не буде ніколи!“».
Протягом чотирьох років двадцятирічна дівчина без історико-мистецької освіти працювала над книгою про російський авангард. За підтримки Альфреда Барра, одного з небагатьох на той час фахівців з російського модернізму на Заході, Грей провела необхідні дослідження у Парижі та США, а у 1960 році, вже з дослідницькими цілями, знову відвідала СРСР. У роботі над книгою її консультували ще живі носії мистецтва першої третини XX століття — Михайло Ларіонов, Наталія Гончарова, Давид Бурлюк, Юрій Анненков, Наум Габо, Антуан Певзнер, Павло Мансуров, Бертольд Любеткін, Ганс Арп, Александр Бенуа, Соня Делоне, Сергій Маковський, так і визначні вчені та колекціонери того часу — Микола Харджиєв, Михайло Алпатов, Дмитро Сараб'янов, Георгій Костакі. Всім їм і багатьом іншим, хто допомагав їй при написанні книги, Камілла Грей висловила вдячність у передмові. Монографія ж була присвячена Ніколет Грей — «Моїй матері, якій ця книга завдячує своїм натхненням і реалізацією».
Появі у 1962 році книги «The Great Experiment: Russian Art 1863—1922» сприяло, на думку Робіна Мілнера-Галланда, кілька обставин: «виключна особистість» і «безмежний ентузіазм» Камілли Грей, завдяки яким вона «змогла добути неймовірну кількість відомостей і знайти їм гідне застосування», знання Каміллою Грей кількох іноземних мов та «відносно спокійна атмосфера „відлиги“ у СРСР». Автору праці, яка вийшла у Нью-Йорку, так ніколи і не отримала вищої освіти, на момент виходу було двадцять шість років.
Продовжуючи «The Great Experiment» Камілла Грей збиралася писати про радянський конструктивізм 1920-х років. Для цього дослідження їй було запропоновано стипендію Leverhulme Trust, але вона не змогла скористатися грантом через відсутність вищої освіти. Однак, у 1962—1969 роках вона продовжувала працювати над статтями про російський авангард і відвідувати виставки.
Під час роботи над книгою на початку 1960-х Камілла Грей познайомилася у Москві з художником Олегом Прокоф'євим — сином композитора Сергія Прокоф'єва від першого шлюбу з іспанкою Кароліною Кодіна-Любера (Ліною Іванівною Прокоф'євою). У 1963 році вони вирішили одружитися, але влада СРСР близько семи років перешкоджала їхньому шлюбу, не даючи Грей в'їзну візу і не дозволяючи Прокоф'єву залишати країну. У 1969 році дозвіл на приїзд Камілли Грей до Москви було, нарешті, отримано — з чуток, в обмін на двох радянських розвідників, які провалилися у Великій Британії. Для Олега Прокоф'єва це був другий шлюб — від першого з письменницею Софією Прокоф'євою (уродженою Фейнберг, 1928) у нього був син Сергій (1954—2014).
Одружившись, сімейна пара оселилася у побудованому радянським воєначальником Іваном Смородіновим для себе будинку, частина якого була продана його вдовою після його смерті у 1953 році радянському державному діячеві Леоніду Мельникову, а вже Мельников продав свою частину будинку у 1960-х роках Олегу Прокоф'єву. У 1970 році у сім'ї народилася дочка Анастасія.
Під час другої вагітності Камілла Грей, яка відпочивала у Сухумі, заразилася гепатитом і померла там же 17 грудня 1971 року у віці тридцяти п'яти років. Прокоф'єв, який супроводжував тіло покійної дружини у Велику Британію, скористався цією поїздкою як можливістю емігрувати з СРСР. В Англії Олег Прокоф'єв одружився втретє.

### Сім'я

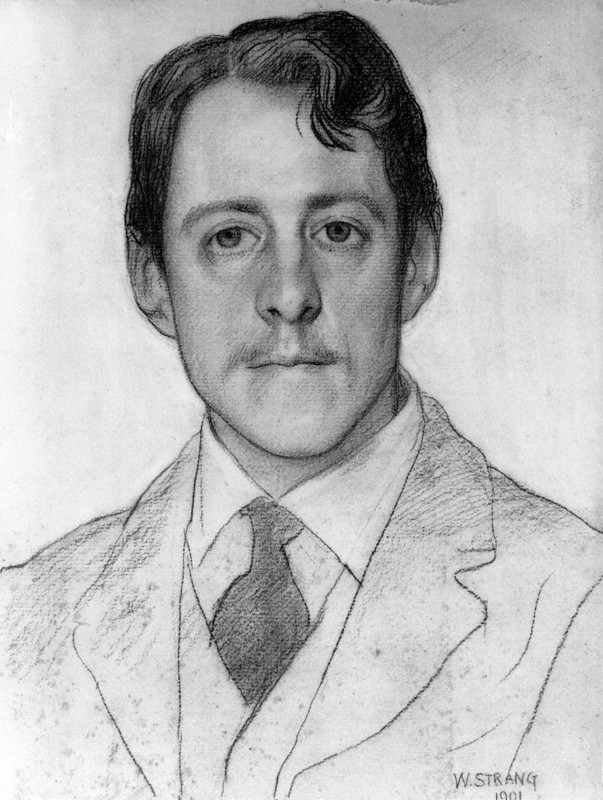
— дід по матері

- Дід по матері — Лоренс Біньон[en] (1869—1943), британський поет, мистецтвознавець[2]. Все життя працював у Британському музеї, де займався дослідженнями у галузі голландського, британського й азійського мистецтва. Автор культового вірша «Ode of Remembrance» (1914), пророчо присвяченого майбутнім великим людським жертвам Великої Британії у Першій світовій війні.
- Батьки:
  - Батько — Безіл Грей[en] (1904—1989), британський мистецтвознавець, спеціаліст зі східного мистецтва. Після археологічних робіт у Константинополі став співробітником Британського музею, потім зберігачем відділу Сходу[2].
  - Мати — Ніколет Грей[en] (уроджена Біньйон, 1911—1997), британська медієвістка[2].
- Чоловік (з 1969) — Олег Сергійович Прокоф'єв (1928—1998), радянський і британський художник, скульптор; російський поет[2].
  - Дочка — Анастасія Олегівна Прокоф'єва (нар. 1970)[2].

## «The Great Experiment: Russian Art 1863—1922»
Камілла Грей — автор однієї з перших на Заході книг про історію та значення російського авангарду «The Great Experiment: Russian Art 1863—1922» (1962). До виходу книги російський авангард був майже невідомий у світі. У 1971 році книга була перевидана у Нью-Йорку у меншому форматі під назвою «The Russian Experiment in Art 1863—1922»; у 1986 році у Лондоні під тією ж назвою вийшло перероблене та розширене видання, підготовлене Меріан Бурлейн-Монтлі. На думку однолітка Грей, британського літературознавця та дослідника російського авангарду Робіна Мілнера-Галланда, ця робота не втратила своєї цінності до сьогоднішнього дня.
За свідченням мистецтвознавця й арткритика Валентина Дьяконова, завдяки «The Great Experiment» «проєкти та прозріння конструктивістів і супрематистів тріумфально повернулися на Захід і неймовірно вплинули на англомовний світ загалом». «…Її [Камілли Грей] дослідження справило ефект бомби, яка розірвалася: виявилося, що найрадикальніші напрями у мистецтві XX століття виникли у Росії напередодні революції», — писала про книгу арт-критик Ірен Кукота.
Як зізнавалася сама Камілла Грей, найбільше в історії російського авангарду її хвилювала драма протистояння між Казимиром Малевичем і Володимиром Татліним, супрематизмом і конструктивізмом, і це трохи спрощений підхід знайшов свій відбиток у книзі. Ймовірно, з цієї ж причини Грей не змогла гідно оцінити Павла Філонова. Побудована хронологічна розповідь (при неминучих помилках першого дослідження) та цікаві деталі, за зауваженням Робіна Мілнера-Галланда, надають читачам книги значно більший вплив, ніж аналіз.